# Sebastián Cal
Bartolo Sebastián Cal Farías (Rocha, Uruguay; 29 de abril de 1997), conocido como Sebastián Cal, es un futbolista uruguayo que juega como enganche en Atenas de San Carlos, club de la Liga de Ascenso Profesional, Uruguay.

## Trayectoria
Debutó como profesional el 16 de noviembre de 2013, con 16 años y seis meses, en el Estadio Ateniense, ingresó al minuto 59 cuando estaban 1 a 1 y finalmente perdieron 4 a 1 contra Central Español.
El 3 de mayo de 2014 cuando se enfrentaron a Villa Teresa, ingresó al minuto 80 y anotó su primer gol oficial, para cerrar el triunfo 7 a 4.
Atenas logró el subcampeonato de la temporada y ascendió a la máxima categoría del fútbol uruguayo.
Debutó en primera división el 21 de septiembre de 2014, ingresó los últimos minutos para enfrentar al Club Nacional de Football pero perdieron 2 a 0.
Para la temporada 2015-16 fue cedido a Slovan Liberec, club de República Checa. Se incorporó a las formativas del equipo.
Debutó en Europa el 23 de septiembre de 2015, fue por en la tercera ronda de la Copa, se enfrentó como titular al FK Varnsdorf, empataron 2 a 2, fueron a penales y ganaron 3 a 2.
Cuando finalizó la temporada 2015/16, desde Atenas cancelaron el préstamo y Sebastián regresó a Uruguay, para que pudiera estar presente en las citaciones de la selección sub-20.

## Selección nacional

### Trayectoria
El 13 de mayo de 2016, fue invitado a practicar con la selección sub-20 de Uruguay por primera vez.
Debutó con la Celeste el 31 de mayo, se enfrentaron a Chile, ingresó en el transcurso del segundo tiempo y ganaron 3 a 0.
Finalizó la temporada con 5 presencias en la sub-20, con cuatro triunfos y un empate

### Detalles de partidos
| Con Uruguay Sub-20 | Con Uruguay Sub-20 | Con Uruguay Sub-20 | Con Uruguay Sub-20  | Con Uruguay Sub-20   | Con Uruguay Sub-20 | Con Uruguay Sub-20 | Con Uruguay Sub-20 | Con Uruguay Sub-20 | Con Uruguay Sub-20 |
| N.º                | Rival              | Resultado          | Fecha               | Lugar                | Competencia        | Goles              | Asistencias        | Ref.               |                    |
| ------------------ | ------------------ | ------------------ | ------------------- | -------------------- | ------------------ | ------------------ | ------------------ | ------------------ | ------------------ |
| 1                  | Chile              | 3:0 (1:0)          | 31 de mayo de 2016  | Montevideo · Uruguay | Amistoso           | -                  | -                  | 1                  |                    |
| 2                  | Chile              | 2:2 (1:1)          | 2 de junio de 2016  | Montevideo · Uruguay | Amistoso           | -                  | -                  | 2                  |                    |
| 3                  | Perú               | 2:1 (2:1)          | 14 de junio de 2016 | San José · Uruguay   | Amistoso           | -                  | -                  | 3                  |                    |
| 4                  | Perú               | 4:0 (0:0)          | 16 de junio de 2016 | Maldonado · Uruguay  | Amistoso           | -                  | -                  | 4                  |                    |
| 5                  | Guatemala          | 1:0 (1:0)          | 22 de junio de 2016 | Canelones · Uruguay  | Amistoso           | -                  | -                  | 5                  |                    |

## Estadísticas

### Clubes
Actualizado al 14 de mayo de 2016.
| Club                             | Div.          | Temporada     | Liga  | Liga  | Copas nacionales | Copas nacionales | Torneos internacionales | Torneos internacionales | Total | Total |
| Club                             | Div.          | Temporada     | Part. | Goles | Part.            | Goles            | Part.                   | Goles                   | Part. | Goles |
| -------------------------------- | ------------- | ------------- | ----- | ----- | ---------------- | ---------------- | ----------------------- | ----------------------- | ----- | ----- |
| Atenas de San Carlos · Uruguay   |               |               |       |       |                  |                  |                         |                         |       |       |
| 2.ª                              | 2013/14       | 9             | 1     | -     | -                | -                | -                       | 9                       | 1     |       |
| 1.ª                              | 2014/15       | 6             | 0     | -     | -                | -                | -                       | 6                       | 0     |       |
| 2.ª                              | 2016          | 0             | 0     | -     | -                | -                | -                       | 0                       | 0     |       |
| Total club                       | Total club    | 15            | 1     | 0     | 0                | 0                | 0                       | 15                      | 1     |       |
| Slovan Liberec · República Checa | 1.ª           | 2015/16       | 0     | 0     | 1                | 0                | -                       | -                       | 1     | 0     |
| Slovan Liberec · República Checa | Total club    | Total club    | 0     | 0     | 1                | 0                | 0                       | 0                       | 1     | 0     |
| Total carrera                    | Total carrera | Total carrera | 15    | 1     | 1                | 0                | 0                       | 0                       | 16    | 1     |

### Selecciones
Actualizado al 22 de junio de 2016.
Último partido citado: Uruguay 1 - 0 Guatemala
| Selección        | Temporada     | Sudamericano | Sudamericano | Mundial | Mundial | Amistosos | Amistosos | Total | Total |
| Selección        | Temporada     | Part.        | Goles        | Part.   | Goles   | Part.     | Goles     | Part. | Goles |
| ---------------- | ------------- | ------------ | ------------ | ------- | ------- | --------- | --------- | ----- | ----- |
| Sub-20 · Uruguay | 2015/16       | -            | -            | -       | -       | 5         | 0         | 5     | 0     |
| Sub-20 · Uruguay | Total sel.    | -            | -            | -       | -       | 5         | 0         | 5     | 0     |
| Total carrera    | Total carrera | -            | -            | -       | -       | 5         | 0         | 5     | 0     |

## Palmarés

### Otras distinciones
- Campeonato Uruguayo de Segunda División: 2013-14
- Copa del Ascenso: 2013-14